# Джонсон, Наннэлли
Наннэлли Джонсон (англ. Nunnally Hunter Johnson; 5 декабря 1897 — 25 марта 1977) — американский киносценарист, кинопродюсер и кинорежиссёр.
В качестве сценариста и продюсера Джонсон создал такие значимые фильмы, как «Гроздья гнева» (1940), «Женщина в окне» (1944), «Тёмное зеркало» (1946), «Стрелок» (1950), «Пустынный лис» (1951), «Моя кузина Рейчел» (1952), «Телефонный звонок от незнакомца» (1952) и «Как выйти замуж за миллионера» (1953). Кроме того, как сценарист, режиссёр и продюсер Джонсон сделал фильмы «Чёрная вдова» (1954) и «Три лица Евы» (1957), как сценарист и режиссёр — «Человек в сером фланелевом костюме» (1956) и как сценарист — «Грязная дюжина» (1967).
Джонсон дважды номинировался на «Оскар» как сценарист фильмов «Гроздья гнева» в 1941 году и «Священные узы брака» в 1944 году. Фильм «Телефонный звонок от незнакомца» в 1952 году принёс ему Международную премию Венецианского кинофестиваля за лучший сценарий, а фильм «Человек в сером фланелевом костюме» принёс ему в 1956 году специальную премию OCIC на Каннском кинофестивале.

## Ранние годы жизни
Наннэлли Джонсон родился 5 декабря 1897 года в городе Саванна, штат Джорджия, в семье управляющего железнодорожным складом металлических изделий. В 1915 году он окончил школу в Коламбусе.

## Карьера журналиста
Джонсон начинал работать как курьер в местной газете, затем стал младшим репортёром в «Саванна пресс», а в 1919 году переехал в Нью-Йорк.
Там его журналистская карьера пошла на подъём, особенно, когда он стал репортёром новостей в газетах «Нью-Йорк Геральд Трибьюн» и «Нью-Йорк Ивнинг Пост», в которой он вёл ежедневную юмористическую колонку.
В 1925-32 годах Джонсон написал почти сорок сатирических рассказов, высмеивающих традиционные нравы и нормы поведения, которые были опубликованы в популярных изданиях «Сатардей Ивнинг Пост» и «Нью-Йоркер». По одному из рассказов, опубликованных в «Пост», в 1927 году был поставлен фильм «Скандал вокруг Рози» с Кларой Боу в главной роли. В 1930 году был опубликован сборник его рассказов «Должен же быть закон» (There Ought To Be a Law).

## Карьера в кинематографе
В отличие от многих других манхэттенских журналистов Джонсон проявлял большой интерес к кино. В 1933 году он предложил «Нью-Йоркеру» писать критические статьи о кино, однако получил отказ главного редактора, после чего решил перебраться в Голливуд, где тут же нашёл работу сценариста на студии «Юнайтед Артистс».. Прекрасно известный своим лаконичным, едким остроумием, Джонсон стал близким другом многих голливудских остряков, в особенности Граучо Маркса.
В 1935 году Джонсон перешёл на студию «Двадцатый век Фокс», где стал тесно работать с Дэррилом Зануком, и не только в качестве сценариста, но также ассоциированного продюсера, а иногда и режиссёра. Его первый контракт со студией был с 1935 по 1942 год, второй — с 1949 по 1963 год.
В 1943 году он основал вместе с независимым продюсером Уильямом Гётцем кинокомпанию «Интернешнл пикчерс», создавшую такие картины, как «Женщина в окне» (1944), «Чужестранец (фильм, 1946)» (1946) и «Тёмное зеркало» (1946). Но этот проект долго не продержался. В 1946 году компанию поглотил «Юнивёрсал». Гётц стал главным продюсером объединённой студии «Юнивёрсал-Интернешнл», а Джонсон вернулся на «Фокс».

### Работа в качестве сценариста
За время работы в качестве сценариста Джонсон продемонстрировал разносторонность, создавая не только собственные оригинальные произведения, но удачно перерабатывая классические романы в киносценарии.
В 1930-е годы Джонсон работал очень плодовито, написав десятки сценариев. Среди них музыкальные комедии «Сказка на ночь» (1933), «Миллионы малыша» (1934), «Мулен Руж» (1934) и «Миллион благодарностей» (1935), криминальные комедии «Ответный ход Бульдога Драммонда» (1934) и «Человек, который сорвал банк в Монте-Карло» (1935), биографические драмы «Дом Ротшильда» (1934), «Узник острова акул» (1936) и «Джесси Джеймс» (1939).
В 1940 году Джонсон добился широкого признания как автор сценария и ассоциированный продюсер драмы по роману Джона Стейнбека «Гроздья гнева» (1940). Одну из главных женских в фильме сыграла Доррис Баудон, молодая актриса, которая вскоре оставила карьеру ради брака с Джонсоном. Фильм был удостоен двух Оскаров, включая за лучшую режиссуру (Джон Форд), и пяти номинаций на Оскар, включая номинацию за лучший сценарий, которую получил Джонсон.
Драма «Крысолов» (1942) об англичанине, который спасает группу французов во время вторжения германской армии в эту страну в 1940 году. Следующими удачами Джонсона стали «гангстерская сатира „Рокси Харт“ (1942) и великолепный умный фильм нуар Фрица Ланга „Женщина в окне“ (1944), Джонсон был также продюсером обоих фильмов».
В первой половине 1940-х годов Джонсон также написал сценарии мелодрамы из нью-йоркской жизни «Жизнь начинается в восемь-тридцать» (1942), комедийной мелодрамы «Священные узы брака» (1943), военной драмы «Луна опустилась» (1943) и религиозной драмы «Ключи от царства небесного» (1944), а также фильма нуар «Тёмное зеркало» (1946). Во второй половине 1940-х годов наиболее заметными фильмами по сценариям Джонсона были фэнтези-комедия «Мистер Пибоди и русалка» (1948) и комедия «Все занимаются этим» (1949).
Не будучи привязанным к какому-либо определённому жанру, в 1950-е годы Джонсон написал сценарии вестерна «Стрелок» (1950, в титрах не указан), военного фильма «Лис пустыни: история Роммеля» (1951), криминальной мелодрамы «Моя кузина Рейчел» (1952) по роману Дафны Дюморье и чрезвычайно популярной комедии «Как выйти замуж за миллионера» (1953) с участием Мерилин Монро. Другими наиболее значимыми картинами по сценариям Джонсона в этот период стали биографическая военная драма «Трое вернулись домой» (1950), вымышленная история из жизни королевы Виктории «Жаворонок в грязи» (1950) и психологическая драма «Телефонный звонок от незнакомца» (1951). Эти три фильма, как и комедию «Как выйти замуж за миллионера» (1953), поставил режиссёр Жан Негулеско. «Всегда умная проработка такого разнообразного материала уровня категории А сделала Джонсона самым высокооплачиваемым сценаристом в Голливуде».

### Работа в качестве режиссёра
В 1954-60 годах Джонсон занимался режиссурой, поставив за этот период восемь фильмов по собственным сценариям. «Не особенно выигрышные в визуальном плане, эти фильмы выделялись умным, искромётным диалогом».
Первым фильмом Джонсона в качестве режиссёра стала приключенческая нуаровая драма времён Холодной войны «Ночные люди» (1954) с Грегори Пеком в главной роли, за которой последовал нуаровый детектив из жизни нью-йоркской богемы «Чёрная вдова» (1954). В 1956 году Джонсон поставил психологическую драму «Человек в сером фланелевом костюме» (1956). Фильм рассказывал о бывшем участнике войны (Грегори Пек), который пытается установить баланс между карьерным ростом и счастьем в семейной жизни, одновременно терзаясь военными воспоминаниями, где ему приходилось убивать людей, и где у него был роман с итальянской девушкой, в результате которого у него родился сын. В 1957 году фильм завоевал премию Гильдии режиссёров Америки за выдающееся достижение в кинорежиссуре.
По мнению кинокритика Хэла Эриксона, «лучшими режиссёрскими работами Джонсона, стали новаторская драма о раздвоении (в данном случае — растроении) личности „Три лица Евы“ (1957) и бодрая звёздная комедия „О, мужчины, о, женщины!“ (1957)». Фильм «Три лица Евы» был высоко оценен критикой, а сыгравшая главную роль в фильме Джоан Вудворд была удостоена как «Оскара», так и «Золотого глобуса» за лучшую женскую роль.
«Потеряв много сил во время натурных съёмок драмы „Ангел был в красном“ (1960), действие которой происходит во время Гражданской войны в Испании, Джонсон неожиданно решил, что он слишком стар и слишком богат, чтобы продолжать изводить себя в качестве режиссёра, и вернулся исключительно к работе над сценариями».
В 1964 году Джонсон вместе с дочерью Норой написал по её одноимённому роману сценарий лирической комедии «Мир Генри Ориента» с Питером Селлерсом в главной роли, который был благожелательно встречен критикой.
В 1968 году Джонсон добился своего последнего крупного успеха как сценарист военной драмы Роберта Олдрича «Грязная дюжина» (1968). В 1970 году Джонсон официально объявил об уходе на пенсию.

## Оценка творчества
Джонсон «был исключительно образованным человеком, обладавшим великолепным чувством юмора». «Хотя он и не имел постоянного громкого успеха, общий результат деятельности Джонсона совершенно ясно относит его к числу лучших сценаристов, которые работали в голливудской системе».
«Плодотворный и разнообразный автор, он написал в одиночку или в сотрудничестве с другими авторами впечатляющие портреты Америки „Джесси Джеймс“ (1939) и „Гроздья гнева“ (1940), городской триллер „Женщина в окне“ (1940), вестерн с Элвисом Пресли „Пылающая звезда“ (1960) и военная драма „Грязная дюжина“ (1967), а также серию памятных комедий». «Особого внимания заслуживают его работы для режиссёра Джона Форда „Гроздья гнева“ (1940) по роману Джона Стейнбека, „Табачная дорога“ (1941) по роману Эрскина Колдуэлла и (также как продюсера и режиссёра) психологической драмы „Три лица Евы“ (1957)».
Его отдельные попытки в 1950-е годы ставить фильмы по собственным сценариям как правило были менее успешными, хотя ему в достаточной степени удались фильмы «Человек в сером фланелевом костюме» (1956) и «Три лица Евы» (1957).
Джонсон был дважды номинирован на Оскар за лучший сценарий фильмов «Гроздья гнева» (1940) и «Священные узы брака» (1943). Он также завоевал премию Венецианского фестиваля за лучший сценарий с фильмом «Телефонный звонок от незнакомца» (1952).

## Личная жизнь
В 1919 году Джонсон женился на Элис Лав Мейсон, редакторе газеты «Бруклин Дэйли Игл», в этом браке в 1920 году у него родилась дочь Марджори Фаулер, ставшая впоследствии киномонтажёром. В 1920 году Джонсон развёлся с ней и женился на Мэрион Бирнс, которая также работала в той же газете, этот брак закончился в 1938 году.
Во время съёмок «Гроздья гнева» Джонсон познакомился со своей третьей женой, также южанкой из Миссисипи, актрисой Доррис Баудон. Они поженились в 1940 году. У них родилось трое детей — две дочери и один сын.

## Смерть
Наннэлли Джонсон умер в Голливуде 25 мая 1977 года от пневмонии.

## Фильмография
| Год  | Русское название                           | Оригинальное название                     | В каком качестве участвовал | В каком качестве участвовал | В каком качестве участвовал |
| Год  | Русское название                           | Оригинальное название                     | Сценарист                   | Продюсер                    | Режиссёр                    |
| ---- | ------------------------------------------ | ----------------------------------------- | --------------------------- | --------------------------- | --------------------------- |
| 1927 | Скандал вокруг Рози                        | Rough House Rosie                         | Да                          |                             |                             |
| 1933 | Сказка на ночь                             | A Bedtime Story                           | Да                          |                             |                             |
| 1933 | Мама любит папу                            | Mama Loves Papa                           | Да                          |                             |                             |
| 1934 | Мулен Руж                                  | Moulin Rouge                              | Да                          |                             |                             |
| 1934 | Дом Ротшильдов                             | The House of Rothschild                   | Да                          |                             |                             |
| 1934 | Ответный ход Бульдога Драммонда            | Bulldog Drummond Strikes Back             | Да                          |                             |                             |
| 1934 | Миллионы малыша                            | Kid Millions                              | Да                          |                             |                             |
| 1935 | Кардинал Ришельё                           | Cardinal Richelieu                        | Да                          | Да                          |                             |
| 1935 | Детское лицо Харрингтон                    | Baby Face Harrington                      | Да                          |                             |                             |
| 1935 | Миллион благодарностей                     | Thanks a Million                          | Да                          |                             |                             |
| 1935 | Человек, который сорвал банк в Монте-Карло | The Man Who Broke the Bank at Monte Carlo | Да                          | Да                          |                             |
| 1936 | Узник острова акул                         | The Prisoner of Shark Island              | Да                          | Да                          |                             |
| 1936 | Сельский доктор                            | The Country Doctor                        |                             | Да                          |                             |
| 1936 | Ямочки                                     | Dimples                                   |                             | Да                          |                             |
| 1936 | Дорога к славе                             | The Road to Glory                         | Да                          | Да                          |                             |
| 1936 | Банджо у меня в руках                      | Banjo on My Knee                          | Да                          | Да                          |                             |
| 1937 | Нэнси Стил пропала!                        | Nancy Steele Is Missing!                  |                             | Да                          |                             |
| 1937 | Кафе «Метрополь»                           | Cafe Metropole                            |                             | Да                          |                             |
| 1937 | Корабль рабов                              | Slave Ship                                |                             | Да                          |                             |
| 1937 | Любовь под огнём                           | Love Under Fire                           |                             | Да                          |                             |
| 1939 | Джесси Джеймс                              | Jesse James                               | Да                          | Да                          |                             |
| 1939 | Жена, муж и друг                           | Wife, Husband and Friend                  | Да                          | Да                          |                             |
| 1939 | Роза с площади Вашингтона                  | Rose of Washington Square                 | Да                          | Да                          |                             |
| 1940 | Гроздья гнева                              | The Grapes of Wrath                       | Да                          | Да                          |                             |
| 1940 | Я любила приключения                       | I Was an Adventuress                      |                             | Да                          |                             |
| 1940 | Чад Ханна                                  | Chad Hanna                                | Да                          | Да                          |                             |
| 1941 | Табачная дорога                            | Tobacco Road                              | Да                          |                             |                             |
| 1942 | Рокси Харт                                 | Roxie Hart                                | Да                          | Да                          |                             |
| 1942 | Крысолов                                   | The Pied Piper                            | Да                          | Да                          |                             |
| 1942 | Жизнь начинается в восемь-тридцать         | Life Begins at Eight-Thirty               | Да                          | Да                          |                             |
| 1943 | Луна опустилась                            | The Moon Is Down                          | Да                          | Да                          |                             |
| 1943 | Священные узы брака                        | Holy Matrimony                            | Да                          | Да                          |                             |
| 1944 | Казанова Браун                             | Casanova Brown                            | Да                          | Да                          |                             |
| 1944 | Ключи от царства небесного                 | The Keys of the Kingdom                   | Да                          |                             |                             |
| 1945 | Женщина в окне                             | The Woman in the Window                   | Да                          | Да                          |                             |
| 1945 | И тут пришёл Джонс                         | Along Came Jones                          | Да                          |                             |                             |
| 1946 | Тёмное зеркало                             | The Dark Mirror                           | Да                          | Да                          |                             |
| 1947 | Сенатор был несдержан                      | The Senator Was Indiscreet                |                             | Да                          |                             |
| 1948 | Мистер Пибоди и Русалка                    | Mr. Peabody and the Mermaid               | Да                          | Да                          |                             |
| 1949 | Все это делают                             | Everybody Does It                         | Да                          | Да                          |                             |
| 1950 | Трое вернулись домой                       | Three Came Home                           | Да                          | Да                          |                             |
| 1950 | Стрелок                                    | The Gunfighter                            | Да                          | Да                          |                             |
| 1950 | Жаворонок в грязи                          | The Mudlark                               | Да                          | Да                          |                             |
| 1951 | Длинный тёмный зал                         | The Long Dark Hall                        | Да                          |                             |                             |
| 1951 | Лис пустыни: История Роммеля               | The Desert Fox: The Story of Rommel       | Да                          | Да                          |                             |
| 1952 | Вождь краснокожих и другие…                | O. Henry's Full House                     | Да                          | Да                          |                             |
| 1952 | Телефонный звонок от незнакомца            | Phone Call from a Stranger                | Да                          | Да                          |                             |
| 1952 | Мы не женаты!                              | We’re Not Married!                        | Да                          | Да                          |                             |
| 1952 | Моя кузина Рейчел                          | My Cousin Rachel                          | Да                          | Да                          |                             |
| 1953 | Как выйти замуж за миллионера              | How to Marry a Millionaire                | Да                          | Да                          |                             |
| 1954 | Люди ночи                                  | Night People                              | Да                          | Да                          | Да                          |
| 1954 | Чёрная вдова                               | Black Widow                               | Да                          | Да                          | Да                          |
| 1955 | Как быть очень, очень популярным           | How to Be Very, Very Popular              | Да                          | Да                          | Да                          |
| 1956 | Человек в сером фланелевом костюме         | The Man in the Gray Flannel Suit          | Да                          | Да                          | Да                          |
| 1957 | О, мужчины, о, женщины!                    | Oh, Men! Oh Women!                        | Да                          | Да                          | Да                          |
| 1957 | Три лица Евы                               | The Three Faces of Eve                    | Да                          | Да                          | Да                          |
| 1959 | Мужчина, который понимал женщин            | The Man Who Understood Women              | Да                          | Да                          | Да                          |
| 1960 | Ангел был в красном                        | The Angel Wore Red                        | Да                          |                             | Да                          |
| 1960 | Пылающая звезда                            | Flaming Star                              | Да                          |                             |                             |
| 1962 | Что-то должно случиться                    | Something’s Got to Give                   | Да                          |                             |                             |
| 1962 | Мистер Хоббс отправляется в отпуск         | Mr. Hobbs Takes a Vacation                | Да                          |                             |                             |
| 1963 | Возьми её, она моя                         | Take Her, She’s Mine                      | Да                          |                             |                             |
| 1964 | Мир Генри Ориента                          | The World of Henry Orient                 | Да                          |                             |                             |
| 1967 | Грязная дюжина                             | The Dirty Dozen                           | Да                          |                             |                             |